# Augustin Panon
Pour les autres membres de la famille, voir Famille Panon Desbassayns de Richemont.
Augustin Panon, dit Europe, né à Toulon en 1664, et mort à Saint-Denis (La Réunion) en 1749, est un colon et planteur esclavagiste français qui s'installa sur l'île de La Réunion, dans l'océan Indien, où il devint un notable. Il est à l'origine de la famille Panon Desbassayns de Richemont, et son nom a été donné à un quartier de l'île devenu une commune à part entière, Bras-Panon.

## Biographie
Augustin Panon naît le 5 octobre[réf. nécessaire] 1664 à Toulon et meurt le 3 août 1749 à St Denis. Il était compagnon menuisier et charpentier de maisons "très adroit", c'est pour cela qu'il fut appelé varlope[réf. nécessaire], et signe en 1689 un contrat d'engagement de trois ans avec la Compagnie des Indes à Nantes.
Embarqué sur le Saint Jean-Baptiste, il arrive à l'île Bourbon le 5 décembre 1689. Il épouse par la suite la veuve Françoise Chastelain, de dix ans son aînée. Il naquit de cette union cinq enfants dont Augustin. C'est ce dernier qui s'annexa un nom supplémentaire, celui de Desbassayns, pour le motif de la présence à proximité de sa propriété des nombreux bassins de la ravine Saint-Gilles[réf. nécessaire].
Il reçoit le 6 avril 1697 de la Compagnie des Indes Orientales la concession de La Mare près de la Rivière des Pluies, ce qui vaut à son fils Joseph le surnom de "Joseph La Mare" et achète plus tard la plantation du Grand Hazier à Sainte-Suzanne. Il continue toutefois de résider à La Mare, où il se fait construire une belle demeure. Faisant travailler plusieurs dizaines d'esclaves, ses plantations produisent du blé, du riz, du mil, des patates douces, un peu de canne à sucre, des fruits et légumes divers. Également, dès 1710, il possède un cheptel de plus de 250 animaux.
En 1715, Augustin Panon devient substitut au procureur du roi à Bourbon.

### Anecdote
Gabriel Attal, premier ministre français, est un de ses lointains descendants.